# معبد خورشید (رم)
معبد خورشید (انگلیسی: Temple of the Sun) معبدی در کمپیوس آگریپائه در رم بود. این معبد در ۲۵ دسامبر ۲۷۴، توسط امپراتور اورلیان به سول اینویکتوس تقدیم شد و هزینه آن از غنایم حاصل از مبارزات او علیه پالمیرا تأمین شده بود. این چهارمین معبد وقف شده به خدا در روم بود - سه معبد دیگر در سیرکوس ماکسیموس، در تپه کویرینال و در تراسته‌وره بودند. اگر هنوز در قرن چهارم مورد استفاده قرار می‌گرفت، در طول آزار و اذیت مشرکان در اواخر امپراتوری روم بسته شد.
اعتقاد بر این است که معبد قبلاً در قرن ششم ویران شده بود، زیرا ظاهراً هشت ستون پورفیری آن در مقطعی به قسطنطنیه فرستاده شد تا در ساخت یا بازسازی ایا صوفیه در دوران سلطنت امپراتور ژوستینین یکم استفاده شود.